# SN 1999ea
SN 1999ea – supernowa typu Ia odkryta 9 września 1999 roku w galaktyce A014726-0002. W momencie odkrycia miała maksymalną jasność 23,30m.